# Edward Zwick
Edward Zwick (Chicago, 8 d'octubre de 1952) és un realitzador, productor i guionista estatunidenc.
Fou el productor de la sèrie de televisió Family que també va dirigir (1976) abans de llançar-se al llargmetratge amb a About Last Night (1986). L'èxit li arribà amb Temps de glòria el 1989, epopeia que descrivia l'allistament dels negres a la guerra de Secessió, pel·lícula per a la qual Denzel Washington es va emportar l'Oscar al millor actor secundari. Edward Zwick realitza llavors Llegendes de passió (Legends of the Fall, 1994), Courage Under Fire (1996), L'últim samurai (2003) i Diamant de sang (2006).
La darrera pel·lícula que ha realitzat és Resistència (2008).
Com a productor va aconseguir el major èxit amb la pel·lícula Shakespeare in Love, la qual va ser guardonada amb l'Oscar a la millor pel·lícula el 1999.

## Filmografia principal
- 1983 - Special Bulletin
- 1986 - Va passar ahir a la nit (About Last Night...)
- 1989 - Temps de glòria (Glory)
- 1992 - Leaving Normal
- 1994 - Llegendes de passió (Legends of the Fall)
- 1996 - Courage Under Fire
- 1998 - Shakespeare in Love
- 1998 - The Siege
- 2003 - L'últim samurai (The Last Samurai)
- 2006 - Diamant de sang (Blood Diamond)
- 2008 - Resistència (Defiance)
- 2010 - Love and Other Drugs
- 2014 - El cas Fischer